# Polygonarea oligopus
Polygonarea oligopus är en mångfotingart som beskrevs av Carl Graf Attems 1909. Polygonarea oligopus ingår i släktet Polygonarea och familjen storjordkrypare. Inga underarter finns listade i Catalogue of Life.